# Naomi Jones
Naomi Ruth Jones (1 de enero de 1985) es una deportista británica que compitió en tiro con arco, en la modalidad de arco compuesto. Ganó una medalla en el Campeonato Mundial de Tiro con Arco en Sala de 2012 y dos medallas en el Campeonato Europeo de Tiro con Arco en Sala de 2013.

## Palmarés internacional
| Campeonato Mundial en Sala       | Campeonato Mundial en Sala | Campeonato Mundial en Sala | Campeonato Mundial en Sala |
| Año                              | Lugar                      | Medalla                    | Prueba                     |
| -------------------------------- | -------------------------- | -------------------------- | -------------------------- |
| 2012                             | Las Vegas (Estados Unidos) | Medalla de bronce          | Equipo                     |
| Campeonato Europeo al Aire Libre |                            |                            |                            |
| Año                              | Lugar                      | Medalla                    | Prueba                     |
| 2013                             | Rzeszów (Polonia)          | Medalla de plata           | Individual                 |
| 2013                             | Rzeszów (Polonia)          | Medalla de bronce          | Equipo                     |